# Eisenbahnunfall von Wellington

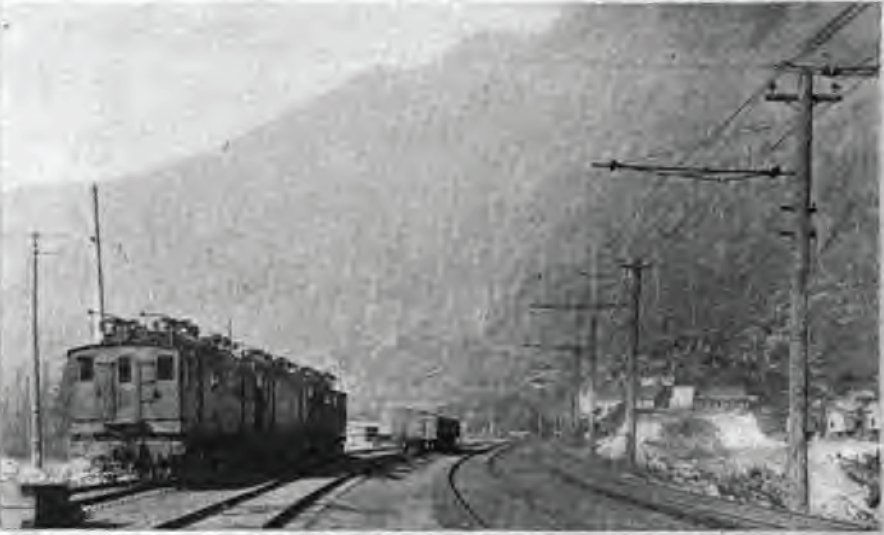
Bahnhof Wellington vor dem Unglück

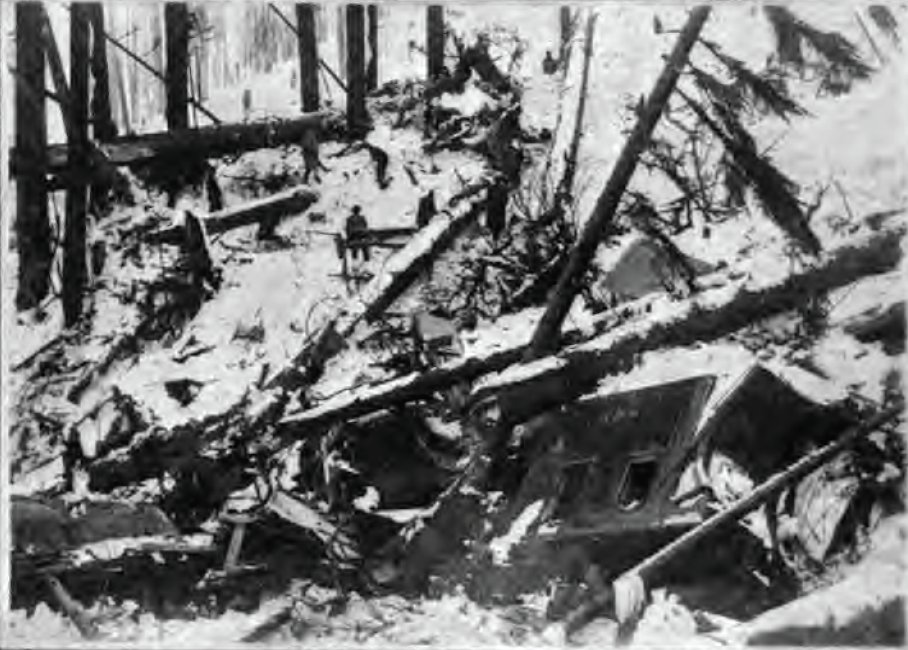
Zerstörte Züge

Beim Eisenbahnunfall von Wellington starben am 1. März 1910 durch einen Lawinenabgang 96 Menschen in zwei Zügen im Bahnhof von Wellington (Washington) in den Cascade Mountains.

## Voraussetzungen
Wellington war eine kleine Eisenbahnersiedlung am Westende des Cascade Tunnels, hoch in der Kaskadenkette. Im Sommer 1909 hatte es oberhalb des Ortes einen Waldbrand gegeben, so dass der Berghang nahezu kahl war.
Ende Februar 1910 schneite es in Wellington während eines Blizzards neun Tage ununterbrochen bis zu 30 cm pro Stunde. Am Tag mit dem höchsten Niederschlag fiel 3,4 m Schnee. Unter diesen Umständen war die Strecke auch mit Schneepflügen nicht mehr frei zu halten und zwei Züge der Great Northern Railway, beide von Spokane nach Seattle unterwegs, ein Postzug und ein Reisezug, mussten das Ende des Unwetters im Bahnhof von Wellington abwarten. Reisende und Personal übernachteten überwiegend in den Fahrzeugen der Züge.

## Unfallhergang
Am Abend des 28. Februar stieg die Temperatur schlagartig, der Niederschlag ging in Regen über und ein Gewitter brach los. Gegen 1 Uhr morgens am 1. März brach ein Schneebrett oberhalb des Ortes ab, etwa 800 Meter mal 400 Meter groß, rutschte auf die Bahnanlagen zu und riss die im Bahnhof abgestellten Züge in den 50 Meter tiefer fließenden Tye River.

## Folgen
35 Reisende und 58 Mitarbeiter der Bahn kamen in den Zügen ums Leben, drei weitere Eisenbahner im Bahnhof. 23 Reisende konnten noch lebend aus den Trümmern gerettet werden. Dann mussten wegen des erneut hereinbrechenden winterlichen Wetters die Bergungsarbeiten eingestellt werden. Erst Ende Juli, 21 Wochen nach dem Unglück, konnten die letzten Leichen geborgen werden.
Wegen des Unfalls wurde Wellington im Oktober 1910 in Tye umbenannt, um den an den Unfall erinnernden alten Namen zu tilgen. Zugleich begann die Great Northern Railway die Hänge über der Bahn mit Lawinenschutzbauten zu sichern. 1929 wurden die Bahnanlagen in Wellington / Tye aufgegeben, als ein tiefer liegender, zweiter Cascade Tunnel in Betrieb genommen wurde.

## Wissenswertes
Wenige Tage später, am 4. März 1910, ereignete sich weiter nördlich, in Kanada, ein weiteres Lawinenunglück, bei dem 62 Eisenbahner ums Leben kamen, bekannt als Eisenbahnunfall vom Rogers Pass.